# لویس چیلیز
لویس چلیز (انگلیسی: Lois Chiles؛ زادهٔ ۱۵ آوریل ۱۹۴۷) هنرپیشه و مانکن پیشین اهل ایالات متحده آمریکا است. وی بین سال‌های ۱۹۷۲ تا ۲۰۰۶ میلادی فعالیت می‌کرد.

## بخشی از فیلمشناسی
از فیلم‌ها یا برنامه‌های تلویزیونی که وی در آن نقش داشته‌است می‌توان به آثار زیر اشاره کرد.
- آنطور که بودیم (۱۹۷۳)
- گتسبی بزرگ (فیلم ۱۹۷۴) (۱۹۷۴)
- کما (فیلم ۱۹۷۸) (۱۹۷۸)
- مرگ بر روی نیل (فیلم ۱۹۷۸) (۱۹۷۸)
- مونریکر (فیلم) (۱۹۷۹)
- دالاس (مجموعه تلویزیونی ۱۹۷۸) (۱۹۸۲–۱۹۸۳)
- آزادی شیرین (۱۹۸۶)
- نمایش مورمور ۲ (۱۹۸۷)
- اخبار تلویزیون (فیلم) (۱۹۸۷)
- هرچی خواستی بگو… (۱۹۸۹)
- گردباد (۱۹۸۹)
- تا پایان جهان (۱۹۹۱)
- خاطرات هیتمن (۱۹۹۲)
- پرستار بچه (فیلم ۱۹۹۵) (۱۹۹۵)
- دلمه‌شده (۱۹۹۶)
- برفراز آرزو ستاره (۱۹۹۶)
- سعادت (فیلم ۱۹۹۷) (۱۹۹۷)
- آستین پاورز: مرد بین‌المللی رمز و راز (۱۹۹۷)
- سرعت ۲: کنترل سفر دریایی (۱۹۹۷)
- تنگ ماهی (۲۰۰۶)